# Almonia cristata
Almonia cristata är en fjärilsart som beskrevs av George Francis Hampson 1891. Almonia cristata ingår i släktet Almonia och familjen Crambidae. Inga underarter finns listade i Catalogue of Life.